# Templo Virupaksha (Hampi)
El Templo Virupaksha se encuentra junto a la ciudad de Hampi, en el Distrito de Bellary de Karnataka, India. Es parte del conjunto monumental de Hampi, designado como Patrimonio Mundial por la Unesco. El templo está dedicado al Señor Virupaksha, una forma de Shiva. Fue construido por Lakkan Dandesha, un nayaka (cacique) en la época del gobernante del imperio vijayanagara Deva Raya II (también conocido como Prauda Deva Raya).
Hampi, capital del imperio vijayanagara, se encuentra a orillas del río Tungabhadra. El templo Virupaksha es el principal centro de peregrinaje en Hampi y ha sido considerado el santuario más sagrado durante siglos. Se conserva intacto entre las ruinas circundantes y todavía se usa para el culto. Está dedicado al Señor Shiva, conocido aquí como Virupaksha/Pampa pathi, como consorte de la diosa local Pampadevi, que está asociada con el río Tungabhadra. También hay un templo Virupakshini Amma (diosa madre) en un pueblo llamado Nalagamapalle, (Distrito de Chittoor, Andhra Pradesh), aproximadamente a 100 km de Tirupati.

## Historia

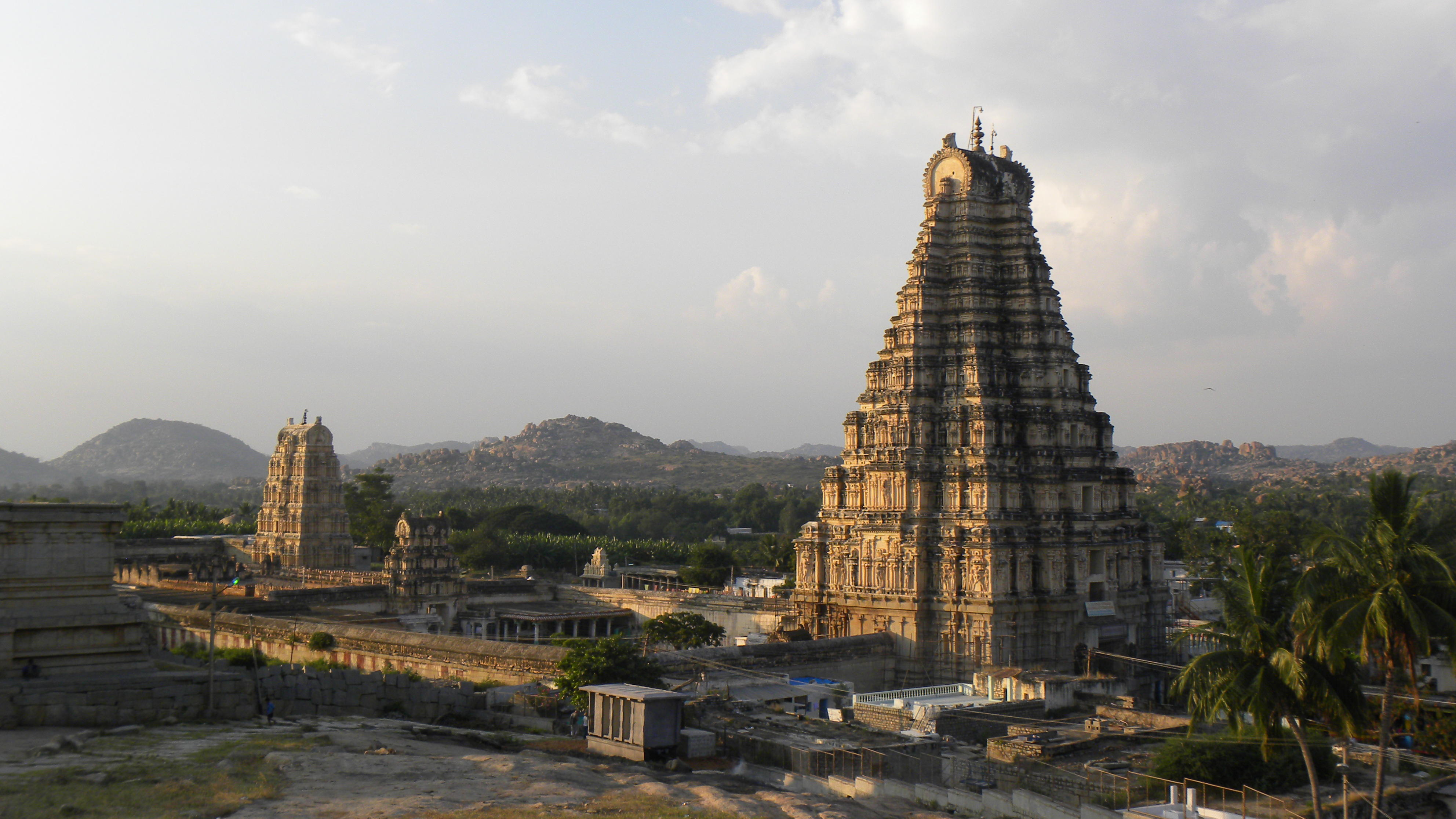
Vista del templo desde arriba

La historia del templo tiene sus orígenes aproximadamente en el siglo VII. El santuario Virupaksha-Pampa existía mucho antes de que se ubicara aquí la capital Vijayanagara. Las inscripciones que se refieren a Shiva se remontan a los siglos IX y X. Lo que comenzó como un pequeño santuario se convirtió en un gran complejo bajo los gobernantes Vijayanagara. La evidencia indica que se hicieron adiciones al templo a finales de los períodos de la dinastía chalukya y hoysala, aunque la mayoría de los edificios del templo se atribuyen al período Vijayanagar. El enorme edificio del templo fue construido por Lakkan Dandesha, un cacique de la época del gobernante Deva Raya II del imperio vijayanagara.
Bajo los gobernantes de Vijayanagara, a mediados del siglo XIV, comenzó un florecimiento del arte y la cultura nativos. Cuando los gobernantes fueron derrotados por invasores musulmanes en el siglo XVI, la mayoría de las maravillosas estructuras decorativas y creaciones fueron sistemáticamente destruidas.
La secta religiosa de Virupaksha-Pampa no terminó con la destrucción de la ciudad en 1565, y el culto ha persistido a lo largo de los años. A principios del siglo XIX hubo importantes renovaciones y adiciones, que incluyeron pinturas en el techo y las torres de la gopura norte y este.

## Estructura del templo

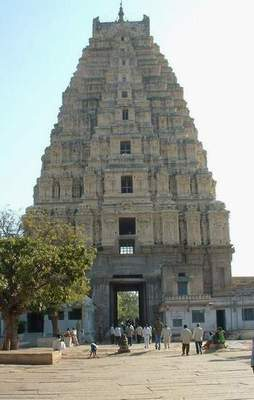
Gopuram del Templo Virupaksha

En la actualidad, el templo principal consta de un santuario, tres antecámaras, una sala con pilares y una sala con pilares abierta. Está decorado con pilares delicadamente tallados. Un claustro con pilares, puertas de entrada, patios, santuarios más pequeños y otras estructuras rodean el templo.
La entrada oriental de nueve niveles, que es la más grande con 50 metros, está bien proporcionada e incorpora algunas estructuras anteriores. Tiene una superestructura de ladrillo y una base de piedra. Da acceso al patio exterior que contiene muchos santuarios secundarios.
La puerta oriental más pequeña conduce al patio interior con sus numerosos santuarios de menor tamaño.
Otro gopuram situado hacia el norte, conocido como Kanakagiri gopura, conduce a un pequeño recinto con santuarios subsidiarios y finalmente al río Tungabhadra.
Un canal estrecho del río fluye en la terraza del templo y luego desciende a la cocina del templo y sale por el patio exterior.
Una de las características más llamativas de este templo es el uso de conceptos matemáticos para construirlo y decorarlo. El templo tiene patrones repetidos que recuerdan el concepto de un fractal. La forma principal del templo es triangular. Cuando se observa la parte superior, los patrones se dividen y se repiten, tal como se vería en un copo de nieve o en otras formas naturales.
Krishna Deva Raya, uno de los famosos reyes del imperio vijayanagara, fue uno de los principales artífices de este templo. Se cree que la sala central con pilares, la más ornamentada de todas las estructuras del templo, es su contribución a este templo. También lo es la torre de entrada que da acceso al patio interior del templo. Las inscripciones en una placa de piedra instalada junto a la sala de pilares explican su contribución al templo. Está registrado que Krishna Devaraya encargó este salón en 1510 d. C. También construyó el gopuram oriental. Estas adiciones significaron que el santuario central pasó a ocupar una parte relativamente pequeña del complejo. Los pasillos del templo se utilizaron para distintos propósitos. Algunos eran espacios en los que se colocaban las imágenes de dioses para presenciar representaciones especiales de música, danza o teatro. Otros se utilizaban para celebrar los matrimonios de las deidades.

## Festivales
El templo continúa prosperando y atrae a grandes multitudes para las festividades de compromiso y matrimonio de Virupaksha y Pampa en diciembre.
En el mes de febrero se celebra cada año el festival anual de caridad.

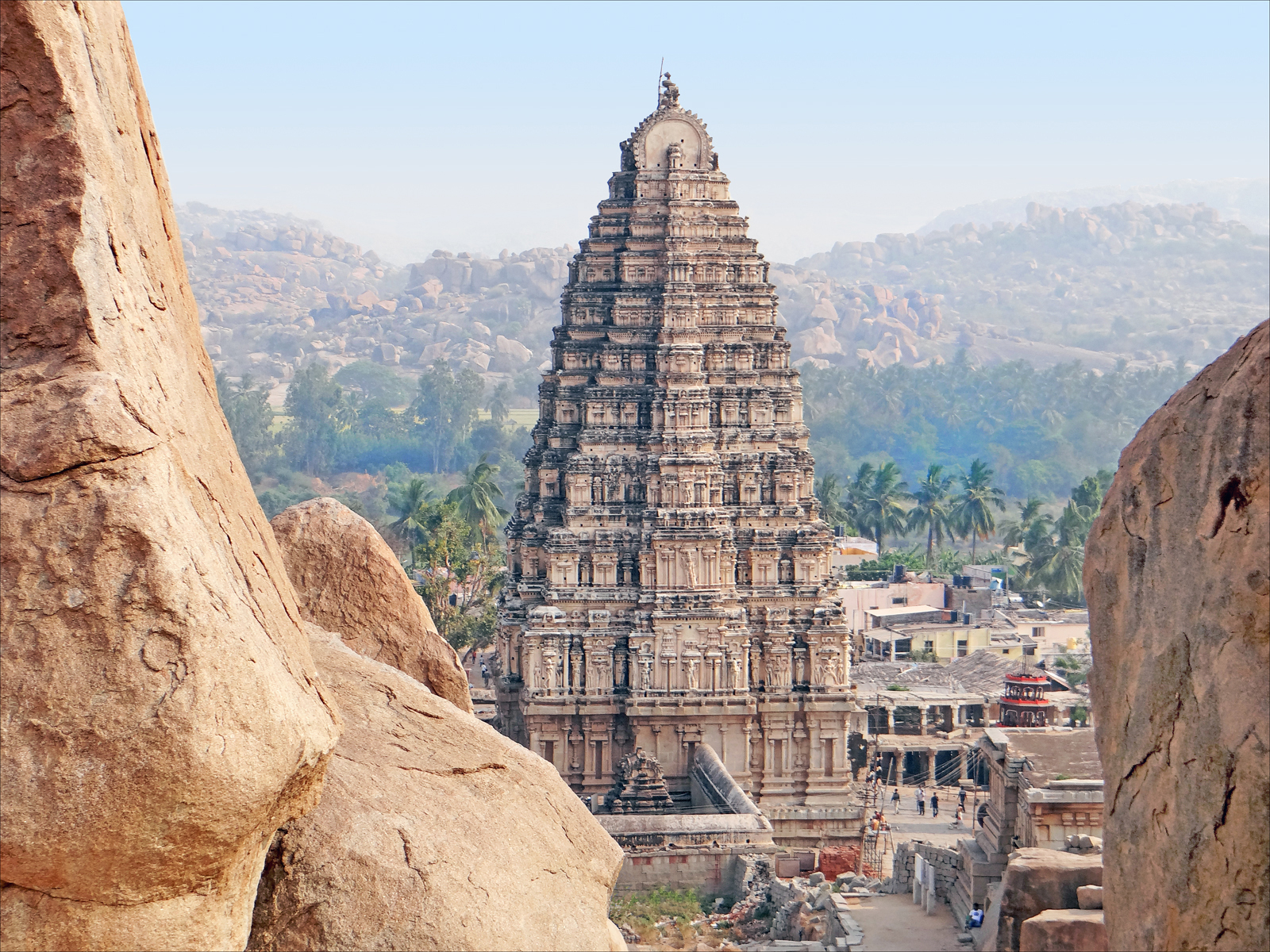
Gopuram
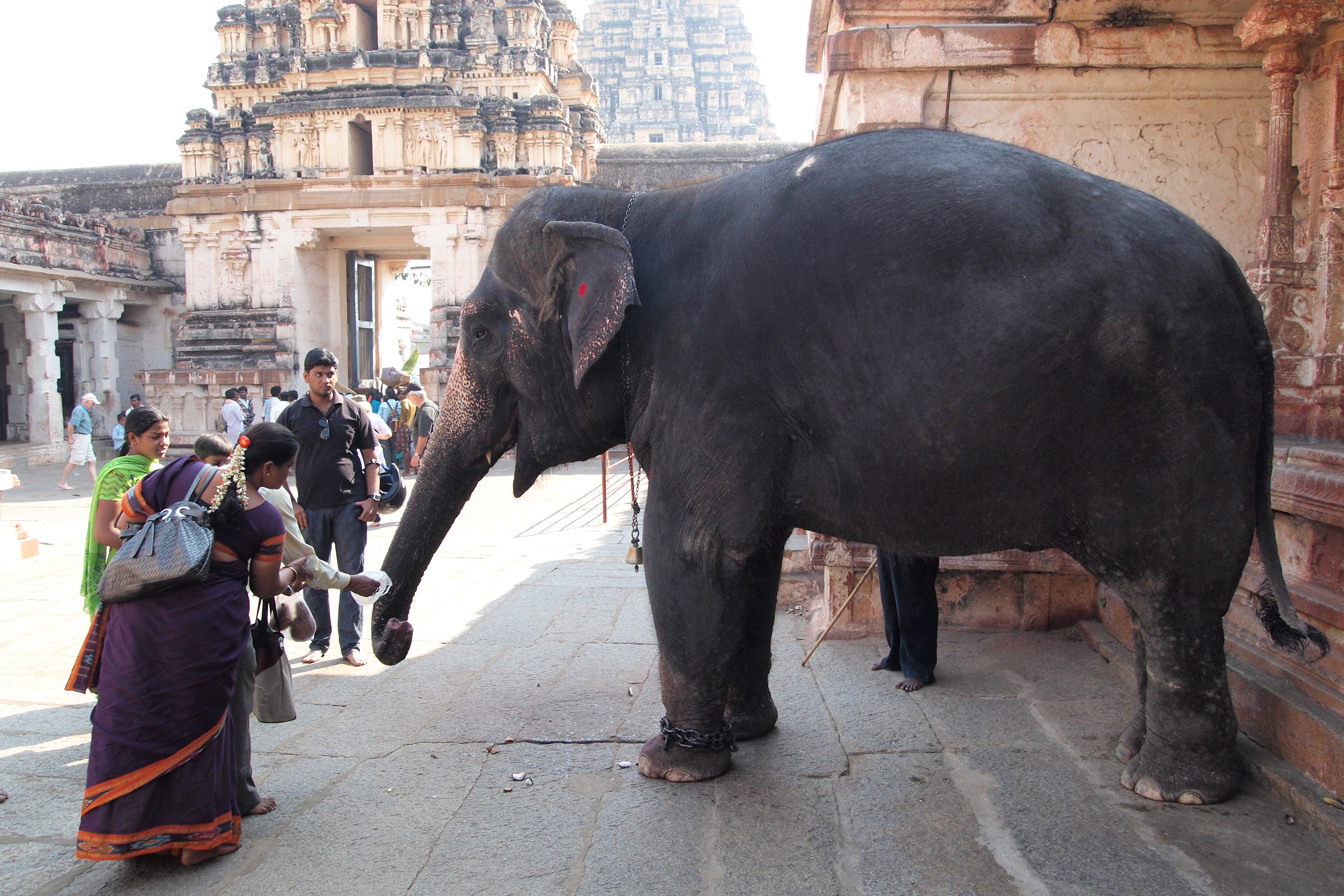
Lakshmi, templo del elefante
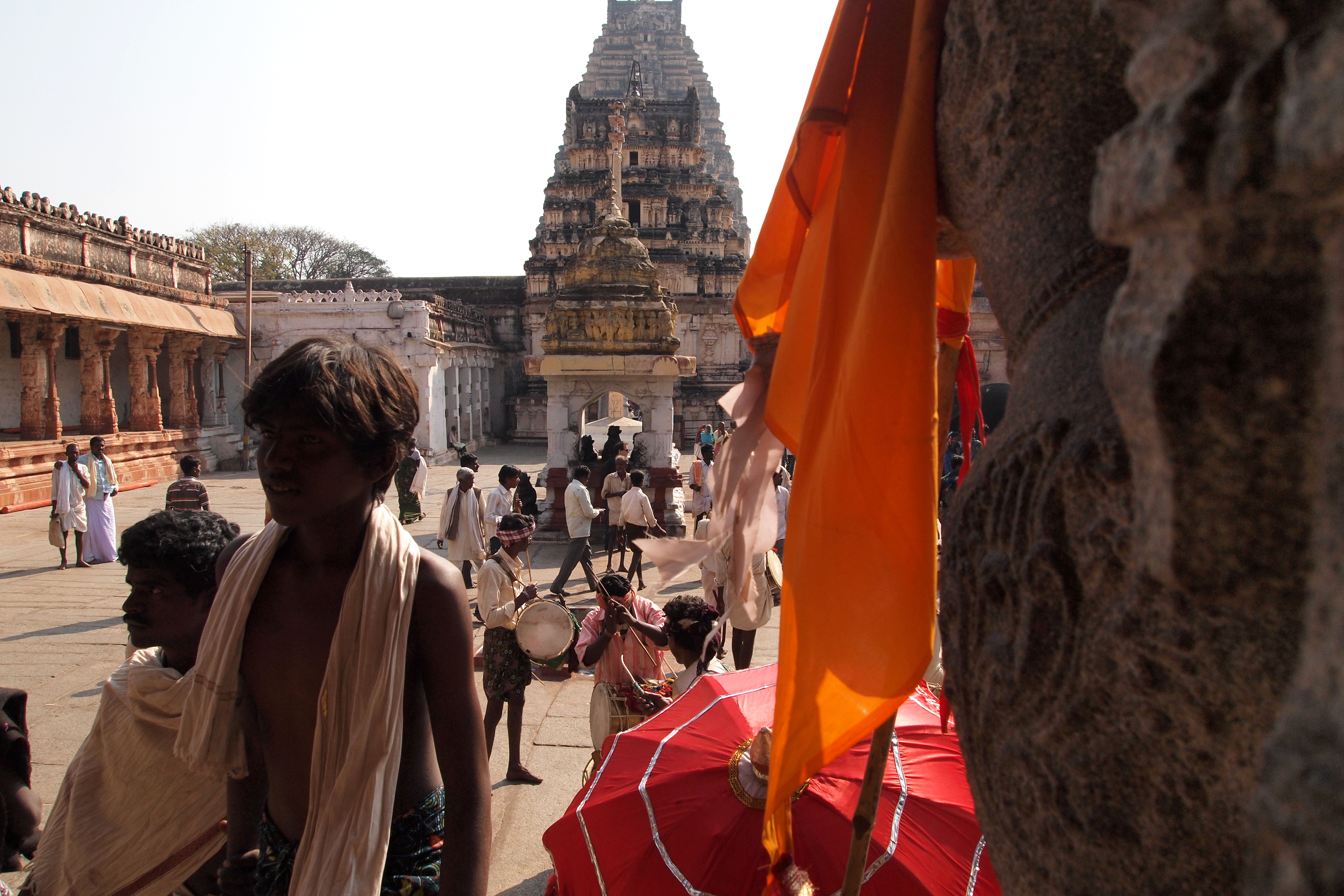
Festival hindú en el templo